# Mario Savio
Mario Savio (New York, 8 dicembre 1942 – Sebastopol, 6 novembre 1996) è stato un attivista statunitense.
Mario Savio fu uno dei personaggi chiave del Free Speech Movement dell'Università della California di Berkeley, famoso anche per i suoi discorsi accattivanti, in particolare il discorso "put your bodies upon the gears" ("mettete i vostri corpi sugli ingranaggi" ) tenuto nel piazzale antistante la Sproul Hall  del Campus di Berkeley, il 2 dicembre 1964.
Savio rimane storicamente una delle icone più influenti della controcultura degli anni '60 e soprattutto una delle icone più lodate per la rivolta studentesca del Sessantotto.

## Biografia

### Infanzia
Nato da padre italiano emigrato da Santa Caterina Villarmosa (provincia di Caltanissetta) negli Stati Uniti, modesto architetto di attrezzature per ristoranti italiani e madre anch'essa italiana (di origine veneta) commessa in un negozio.
Si diplomò al Martin Van Buren High School nel Queens-New York nel 1960 e frequentò il Manhattan College nel Bronx-New York grazie a una borsa di studio ottenuta al Queens College.
Quando si laureò nel 1963, trascorse l'estate lavorando con un'organizzazione cattolica in Messico, contribuendo a migliorare i problemi sanitari.
Sempre nel 1963 si trasferì con la famiglia a Los Angeles dove si iscrisse alla University of California stabilendosi nel Campus di Berkeley.

### Attivismo e carriera politica
Nel 1964, entra a far parte del "Freedom Summer project" organizzata dal Student Nonviolent Coordinating Committee (SNCC), organizzazione umanitaria del Mississippi con lo scopo di aiutare gli afro-americani ad ottenere il diritto di voto.
Nel luglio 1964, Mario Savio, con un altro attivista e un conoscente nero stava camminando lungo una strada di Jackson, quando furono assaliti.
Nel caso fu coinvolta anche l'FBI, tuttavia, rimase fermo fino a quando la polizia locale permise all'FBI di indagare e mettersi alla ricerca dei due aggressori; uno dei due fu trovato e multato di $50.

## Protesta nel campus di Berkeley
Quando Mario Savio ritornò a Berkeley, con l'intenzione di raccogliere fondi per la SNCC, scoprì che l'Università aveva vietato ogni forma di attività politica.
Mario Savio partecipò a una rivolta studentesca di massa nel campus di Berkeley per protestare contro la guerra del Vietnam e le autorità accademiche. Savio iniziò a partecipare attivamente alla protesta nel campus di Berkeley solo il 1º ottobre 1964, quando l'ex studente laureato Jack Weinberg stava presidiando un tavolo per il "Congress of Racial Equality" (CORE). Questi fu arrestato quando si rifiutò di fornire un documento d'identità.
La polizia dell'università lo aveva appena fatto sedere in un'auto, quando qualcuno della folla circostante gridò: "Possiamo tutti vedere meglio se ci sediamo". Presto quelli davanti e dietro l'auto della polizia iniziarono a sedersi, impedendo all'auto di partire. Savio, insieme ad altri studenti e docenti, durante il sit-in che durò ben 32 ore, si tolse le scarpe e salì sul tetto dell'auto, tenendo un discorso che appassionò gli studenti.
Dopo aver parlato con il presidente del consiglio di amministrazione dell'Università della California, Clark Kerr, risalì sull'auto della polizia per dare spiegazioni ai presenti in merito all'accordo raggiunto. Al termine disse: "Vi chiedo di alzarvi in silenzio e con dignità e tornare a casa". La folla fece esattamente quello che egli disse.
Dopo questo fatto Savio diventò il leader del Free Speech Movement (FSM).
I negoziati non riuscirono a cambiare la situazione; quindi, l'azione diretta iniziò nella Sproul Hall il 2 dicembre 1964 in cui Mario Savio tenne il suo discorso più famoso, "Operation of the machine", di fronte a 4.000 persone.
Lui e altri 800 studenti furono arrestati poco dopo.
Nel 1965 abbandonò il FSM deluso dal crescente divario tra gli studenti e la direzione del movimento politico.
Nel 1967, fu condannato a 120 giorni in un penitenziario federale; disse ai giornalisti che "l'avrebbe fatto di nuovo.".

### Operation of the machine
Si riporta un brano del suo discorso più famoso:
(Mario Savio, "Operation of the machine", Sproul Hall, Università della California di Berkeley, 2 dicembre 1964)

## Dopo la protesta
Dopo aver scontato la condanna lavorò come commesso in un supermercato a Berkeley e successivamente fu assunto come docente alla Sonoma State College a Rohnert Park.
In quegli anni partì per l'Inghilterra grazie a una borsa di studio ottenuta per frequentare la Oxford University.
Mario Savio non si laureò mai a Oxford e tornò in California.
Nel 1968 si candidò come senatore della contea di Alameda per il Peace and Freedom Party, ma perse in favore di Nicholas C. Petris, un liberal-democratico.
Nell'aprile 1970 i coniugi Savio ebbero il loro secondo figlio, Nadav, ma poco dopo, nell'aprile 1972, chiesero il divorzio, adducendo differenze inconciliabili tra di loro. Successivamente, entrò in una fase di gravi problemi psicologici. Secondo la sua amica Jackie Golberg - un'ex leader dell'FSM, e non imparentata con sua moglie nonostante il cognome - Savio si presentò a casa sua dicendo di essere senza casa, e lo trovò "in un pessimo stato emotivo". Savio soffriva in quel periodo di depressione, e nel febbraio del 1973 l'FBI venne a sapere che Savio era stato ricoverato nel reparto psichiatrico dell'UCLA Medical Center di Los Angeles.
Nel 1984, ricevette una laurea in fisica e conseguì un master nel 1989.
Nel 1990, Mario Savio si trasferì nella Sonoma County, in California, dove divenne rettore della Sonoma State University e docente di filosofia.
Nel 1999, i media hanno rivelato che Savio era stato pedinato dall'FBI dal momento in cui era salito sull'auto della polizia in cui era detenuto Jack Weinberg. Fu seguito per più di un decennio, perché era diventato il leader studentesco più importante degli Stati Uniti. Non c'erano prove che fosse una minaccia per lo Stato, o che avesse legami con il Partito Comunista, ma l'FBI decise che meritassero ugualmente la loro attenzione, perché pensava che potesse istigare gli studenti alla rivolta. Gli ingranaggi della sorveglianza non gli diedero tregua fino al 21 gennaio 1975, quando l'FBI chiuse definitivamente il suo fascicolo e revocò l'avviso di sorveglianza per lui.

## Morte
Dopo diversi problemi cardiaci venne ricoverato al Columbia-Palm Drive Hospital a Sebastopol, California, il 2 novembre 1996.
Entrò in coma il 5 novembre e morì il giorno dopo.

## Citazioni
(Mario Savio)
(Mario Savio)

## Nella cultura di massa
Nel 2010 il gruppo statunitense Linkin Park ha inserito un campionamento del discorso Operation of the Machine di Savio nel brano Wretches and Kings, presente nell'album A Thousand Suns. Non è un caso isolato nel contesto musicale internazionale.